# خاوا
خاوا هو نهر مقنن في جنوب هولندا، هولندا. يجري باتجاه شمال غرب من نهر الراين القديم إلى هولاندسه آيسل.